# Alois Vrtal
Alois Vrtal (16. srpna 1849 Palonín – 30. srpna 1916 Stražisko) byl rakouský a český advokát a politik staročeské strany, na počátku 20. století poslanec Říšské rady.

## Biografie
Vystudoval práva na univerzitě v Praze. Již během studií se angažoval v národních spolcích (Radhošť) a agitoval za to, aby moravští studenti absolvovali svá vysokoškolská studia v Praze, nikoliv ve Vídni. Působil jako advokát v Litovli a Prostějově, komunální i celostátní politik.
Na konci 19. století byl aktivní v komunální politice v domovském Prostějově, kde tehdy patřil mezi nejbohatší občany (odváděl nejvyšší daně z místních advokátů). Patřila mu zde advokátní kancelář a dům na náměstí. Zasedal v městské radě. Vedl městskou spořitelnu a byl prvním místopředsedou České společenské továrny na klobouky a členem správní rady Prostějovské akciové továrny stroje a motory F. & J. Kovařík. Za manželku měl Leopoldinu, která byla o dvacet let mladší.
Na počátku 20. století se zapojil i do celostátní politiky. Byl členem staročeské strany, respektive její moravské odnože (Moravská národní strana), později byl členem Katolické strany národní na Moravě. Ve volbách do Říšské rady roku 1907, konaných poprvé podle všeobecného a rovného volebního práva, se stal poslancem Říšské rady (celostátní zákonodárný sbor) za český obvod Morava 10 (Olomouc, Prostějov). Usedl do poslanecké frakce Český klub (širší aliance českých, národně-konzervativních a liberálních subjektů).
Zemřel v srpnu 1916 po dlouhé nemoci. Dva roky před smrtí se podrobil operaci, při níž mu byla amputována jedna noha, ale postup choroby se tím nezastavil. Pohřeb se konal 1. září 1916 v Prostějově.